# Rhynchopsilopa laevigata
Rhynchopsilopa laevigata är en tvåvingeart som beskrevs av Cresson 1946. Rhynchopsilopa laevigata ingår i släktet Rhynchopsilopa och familjen vattenflugor. Inga underarter finns listade i Catalogue of Life.